# العلاقات الأمريكية الكينية
العلاقات الأمريكية الكينية هي العلاقات الثنائية التي تجمع بين الولايات المتحدة وكينيا.

## مقارنة بين البلدين
هذه مقارنة عامة ومرجعية للدولتين:
| وجه المقارنة                                              | الولايات المتحدة                                                                                                  | كينيا                         |
| --------------------------------------------------------- | --- | ----------------------------- |
| المساحة (كم2)                                             | 9.83 مليون | 581.31 ألف                    |
| عدد السكان (نسمة)                                         | 311.58 مليون | 48.47 مليون                   |
| الكثافة السكانية (ن./كم²)                                 | 31.7 | 83.38                         |
| العاصمة                                                   | واشنطن العاصمة | نيروبي                        |
| اللغة الرسمية                                             | لغة إنجليزية | اللغة السواحلية، لغة إنجليزية |
| العملة                                                    | دولار أمريكي | شيلينغ كيني                   |
| الناتج المحلي الإجمالي (بليون دولار)                      | 19.39 تريليون | 74.94 مليار                   |
| الناتج المحلي الإجمالي (تعادل القوة الشرائية) بليون دولار | 18.04 تريليون | 142.24 مليار                  |
| الناتج المحلي الإجمالي الاسمي للفرد دولار أمريكي          | 56.12 ألف | 1.38 ألف                      |
| الناتج المحلي الإجمالي للفرد دولار أمريكي                 | 54.63 ألف | 2.95 ألف                      |
| مؤشر التنمية البشرية                                      | 0.920 | 0.548                         |
| رمز المكالمات الدولي                                      | +1 | +254                          |
| رمز الإنترنت                                              | .us، حكومة، .mil، Edu.                                                                                            | .ke                           |
| المنطقة الزمنية                                           | توقيت ساموا الأمريكية، توقيت أطلنطي موحد، منطقة زمنية وسطى، توقيت ألاسكا ‏، المنطقة الزمنية الجبلية، توقيت تشامرو ‏ | ت ع م+03:00                   |

## مدن متوأمة
في ما يلي قائمة باتفاقيات التوأمة بين مدن أمريكية وكينية:
- ترتبط رالي مع نيروبي باتفاقية توأمة منذ 2001.
- ترتبط منيابولس مع إلدوريت [الإنجليزية]‏ باتفاقية توأمة منذ 1 أكتوبر 2014.[17][17][17][18]
- ترتبط دنفر مع نيروبي باتفاقية توأمة منذ 1975.
- ترتبط سياتل مع مومباسا باتفاقية توأمة منذ 1989.[19][20][21][22]
- ترتبط بورتسموث مع إلدوريت [الإنجليزية]‏ باتفاقية توأمة.
- ترتبط روانوك مع كيزيمو باتفاقية توأمة منذ 30 نوفمبر 1993.
- ترتبط لونغ بيتش مع مومباسا باتفاقية توأمة منذ 7 أكتوبر 1963.[23][23]

## منظمات دولية مشتركة
يشترك البلدان في عضوية مجموعة من المنظمات الدولية، منها:
| علم المنظمة | اسم المنظمة                               | تاريخ انضمام الولايات المتحدة | تاريخ انضمام كينيا |
| ----------- | ----------------------------------------- | ----------------------------- | ------------------ |
|             | وكالة ضمان الاستثمار متعدد الأطراف        | 12 أبريل 1988                 | 28 نوفمبر 1988     |
|             | الاتحاد الدولي للاتصالات                  | 1 يوليو 1908                  | 11 أبريل 1964      |
|             | يونسكو                                    | 4 نوفمبر 1946                 | 7 أبريل 1964       |
|             | البنك الإفريقي للتنمية                    | ?                             | ?                  |
|             | الأمم المتحدة                             | 24 أكتوبر 1945                | 16 ديسمبر 1963     |
|             | المركز الدولي لتسوية المنازعات الاستشارية | 14 أكتوبر 1966                | 2 فبراير 1967      |
|             | البنك الدولي للإنشاء والتعمير             | 27 ديسمبر 1945                | 3 فبراير 1964      |
|             | مؤسسة التمويل الدولية                     | 20 يوليو 1956                 | 3 فبراير 1964      |
|             | منظمة الشرطة الجنائية الدولية             | ?                             | ?                  |
|             | مؤسسة التنمية الدولية                     | 24 سبتمبر 1960                | 3 فبراير 1964      |
|             | الاتحاد البريدي العالمي                   | ?                             | ?                  |
|             | منظمة حظر الأسلحة الكيميائية              | ?                             | ?                  |
|             | الفريق المعني برصد الأرض                  | ?                             | ?                  |
|             | منظمة التجارة العالمية                    | ?                             | 1995               |

## أعلام
هذه قائمة لبعض الشخصيات التي تربطها علاقات بالبلدين:
- إدي غاثيجي (ممثل أمريكي، 10 مارس 1979 – )
- باراك أوباما (الرئيس الرابع والأربعون للولايات المتحدة الأمريكية، 4 أغسطس 1961[32][33][34] – )
- برنارد لاجات (12 ديسمبر 1974 – )
- توم موريلو (30 مايو 1964 – )
- ديفد أوتونغا (7 أبريل 1980 – )
- غلين فيرغسون (دبلوماسي أمريكي، 28 يناير 1929[35][36] – 20 ديسمبر 2007[35][36])
- هشام توفيق (ممثل أمريكي، 24 سبتمبر 1976 – )

## معرض صور

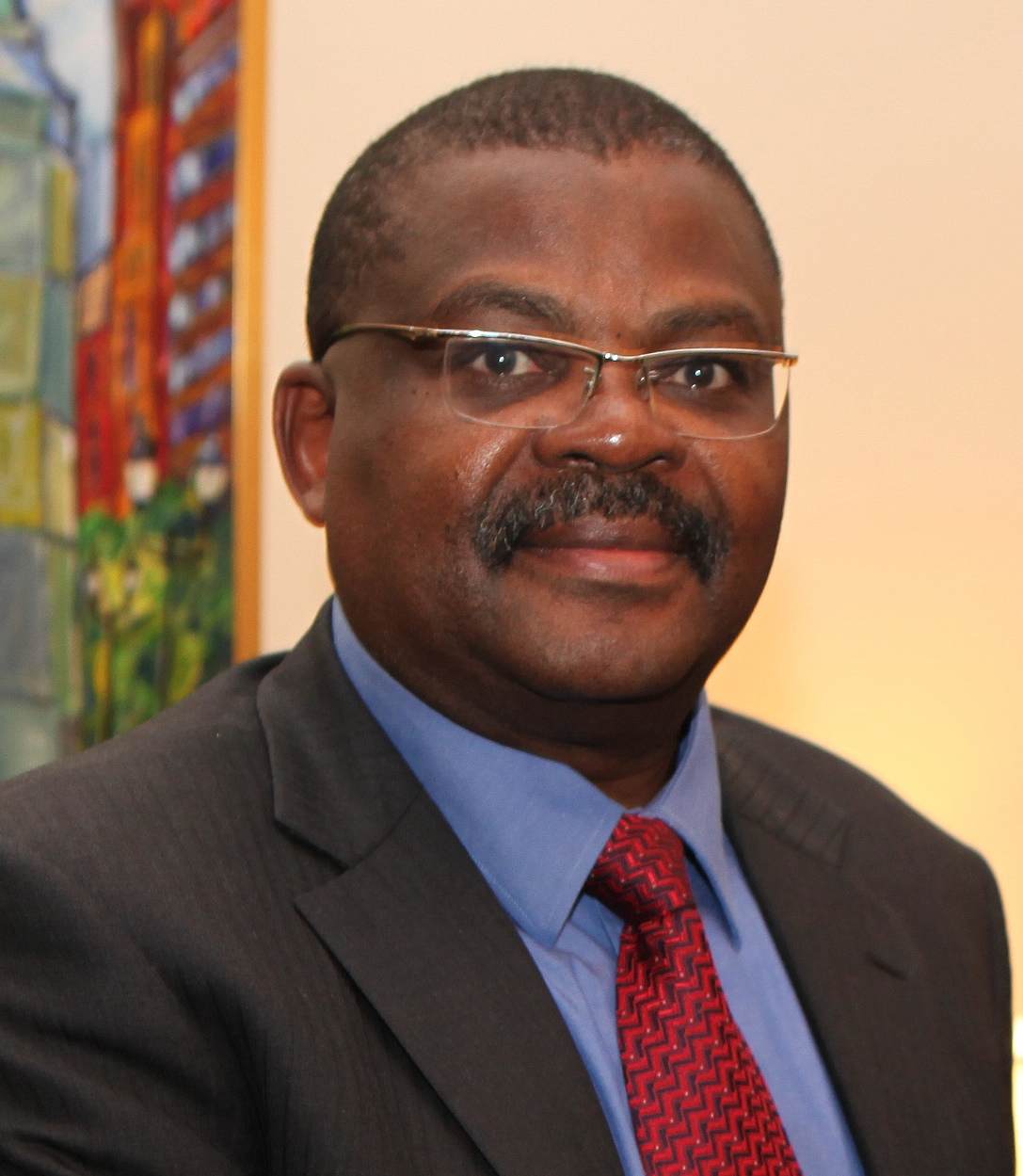
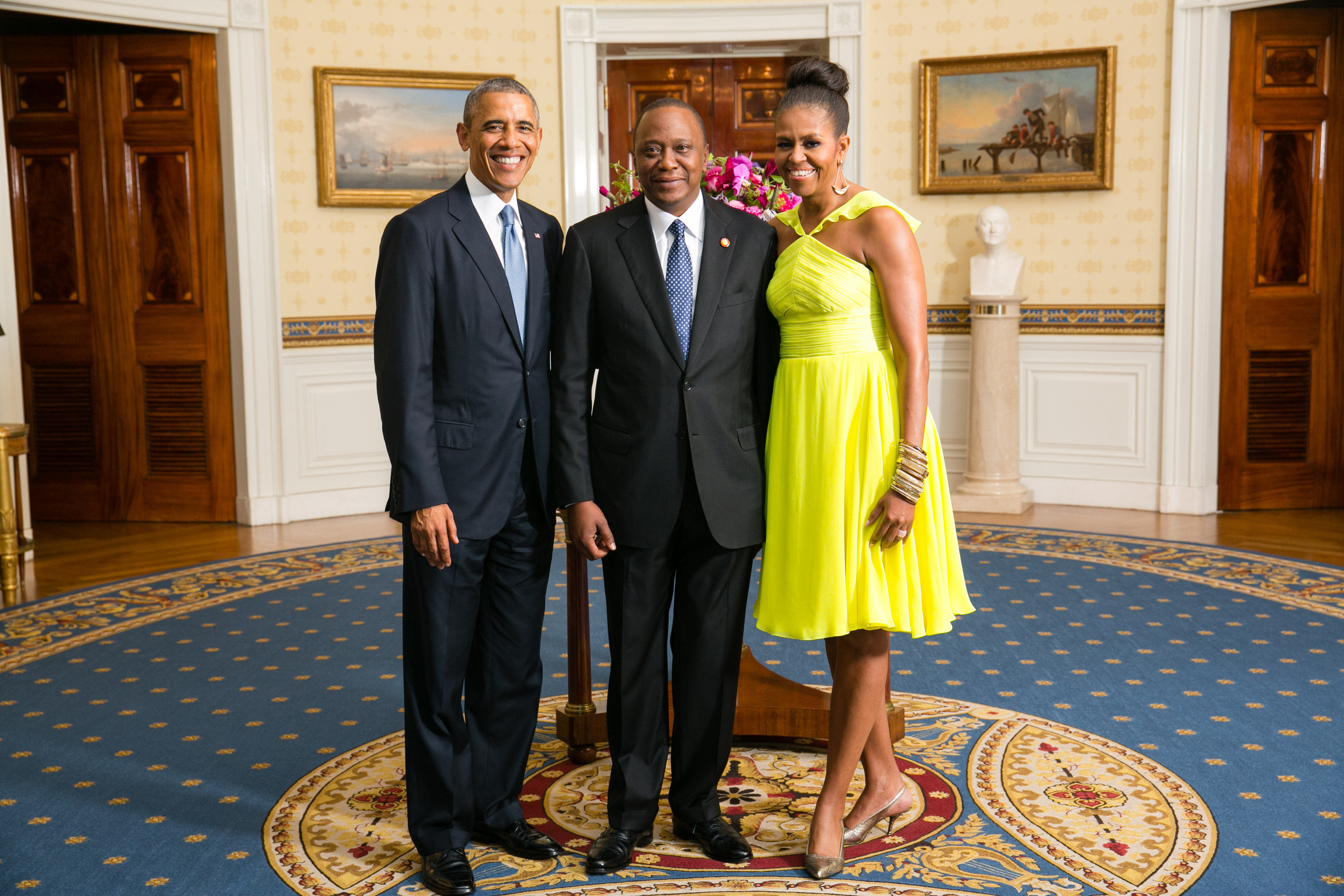
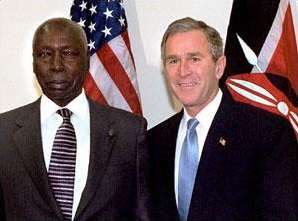

## وصلات خارجية
- موقع وزارة الخارجية الأمريكية
- موقع وزارة الخارجية الكينية